# Norvegia-ekspeditionerne
Norvegia-ekspeditionerne betegner fire sydpolsekspeditioner som blev gennemført i perioden 1927–1931. Ekspeditionerne blev primært sendt for at udforske hvalforekomster i Sydishavet, og var finansieret af hvalfangstpioneren Lars Christensen. Ekspeditionerne annekterede også flere områder for Norge, blandt andet Bouvetøen i 1927 og Peter I's Ø i 1929, og opdagede flere til da ukendte landområder.
Ekspeditionerne benyttede det ombyggede sælfangstskib "Norvegia", som har givet navn til ekspeditionerne. De to sidste ekspeditioner benyttede også fly for rekognoscering. Norvegia-ekspeditionerne blev videreført gennem Thorshavn-ekspeditionerne, ligeledes finansieret af Christensen.

## Den første Norvegia-ekspedition
Den første Norvegia-ekspedition (1927/28) blev ledet af kaptajn Harald Horntvedt og gjorde undersøgelser ved Syd-Georgia og på Bouvetøen. Den 1. december 1927 gik ekspeditionen i land på Bouvetøen, den første dokumenterede ilandstigning på øen nogensinde.
Det norske flag blev plantet i bakken og øen erklæret for norsk territorium. Ekspeditionen foretog videnskabelige observationer og kortlægning, og i havet omkring øen blev der foretaget oceanografiske observationer. En lille hytte blev bygget på et af de få ilandstigningssteder og blev navngivet Ny Sandefjord.
I planerne indgik det også at nå frem til Enderby Land og udforske området videre mod Weddellhavet. Dette måtte imidlertid opgives.
Der blev foretaget meteorologiske og oceanografiske undersøgelser af cand.mag. Ditlef Rustad og amanuensis Håkon Mosby, samt videnskabelig arbejder om krill, den vigtigste hvalføde, af zoologen dr. Ola Olstad.
Geologiske undersøgelser blev foretaget af Olaf Holtedahl.

## Den anden Norvegia-ekspedistion
Den anden Norvegia-ekspedition (1928/29) blev ledet af Ola Olstad. Kaptajn på "Norvegia" var Nils Larsen, som havde deltaget på den første ekspedition som førstestyrmand. Der blev foretaget undersøgelser fra Bouvetøen til vest for Sydshetlandsøerne. Den 2. februar 1929 blev den første ilandstigning på Peter I's Ø gennemført, og øen blev annekteret for Norge. Der blev bygget en hytte på øen og etableret et depot for eventuelt senere ekspeditioner.
Ekspeditionen havde også til hensigt at etablere en bemandet meteorologisk radiostation på Bouvetøen, men fandt ikke noget egnet sted. Hytten, som var blevet opført året i forvejen, var borte og ekspeditionen opførte to nye hytter, en på Kap Circoncision og en på Larsøen.

## Den tredje Norvegia-ekspedition
Den tredje Norvegia-ekspedition (1929/30) blev ledet af Hjalmar Riiser-Larsen, og Nils Larsen var også denne gang kaptajn på "Norvegia". Hovedformålet med ekspeditionen var at gennemføre den mislykkede plan fra det første Norvegia-ekspedition med at nå frem til Enderby Land på det antarktiske kontinentet og udforske områderne videre til Weddellhavet. Det skulle også forsøges at nå ind til land, hvis forholdene gjorde det muligt. Der skulle også gennemføres oceanografiske og meteorologiske undersøgelser.
Flyverne Riiser-Larsen og Finn Lützow-Holm benyttede fly til at rekognoscere, kortlægge og fotografere. Dette var første gang, at en antarktisk ekspedition brugte fly til videnskabelige formål.
Bouvetøen blev kortlagt og fotograferet fra luften, og også denne gang blev der opført to depothytter på øen, en på Kap Circoncision og en mindre på Larsøen.
Efter at have besøgt Bouvetøen gik turen videre mod det antarktiske kontinent. Den 22. december 1929 landede Riiser-Larsen og Lützow-Holm på Enderby Land og plantede det norske flag. Senere blev vestkysten af Enderby Land kortlagt, og Kronprins Olav Kyst og Kronprinsesse Märtha Kyst blev udforsket og kortlagt.
Pakisens sæsonmæssige variationer under indflydelse af strøm og vind blev udforsket. Der blev også taget vandprøver og planktonprøver, samt kortlagt nye hvalfangstområder.
Ekspeditionen er dokumenteret i filmen Mot ukjent land. Norvegia-ekspedisjonen 1929/30.

## Den fjerde Norvegia-ekspedition
Den fjerde Norvegia-ekspedition (1930/31) blev fra starten ledet af Gunnar Isachsen, med Nils Larsen som kaptajn. Der blev først foretaget en rejse rundt om hele kontinentet med det formål at kortlægge hvalforekomster og foretage oceanografiske, meteorologiske og biologiske undersøgelser. Det blev også søgt efter Trulsøen, Nimrodøerne og Doghertyøen som tidligere var blevet meddelt observeret, men resultatløs eftersøgning ledte til konklusionen, at de måtte have været isbjerge.
Fra februar 1931 overtog Hjalmar Riiser-Larsen ledelsen af ekspeditionen, som inkluderede yderligere rekognoscering og kortlægning fra fly. Den 17. februar 1931 blev Prinsesse Ragnhild Kyst annekteret.